# Всегда ли правильно быть правым?
«Всегда ли правильно быть правым?» (англ. Is It Always Right to Be Right?) — американский мультфильм 1970 года о гражданских правах, снятый Ли Мишкином в сотрудничестве со Stephen Bosustow Productions.

## Сюжет
Вступительные слова фильма таковы:
«Когда-то существовала страна, где люди всегда были правы. Они знали, что они правы, и гордились этим. Это была страна, где люди уверенно заявляли: „Я прав, а ты не прав“. Это были слова убеждённости, смелости, силы и нравственной уверенности.
Мультфильм рассказывает о конфронтации мнений по особым социальным вопросам, актуальных как для американского общества, так и для всех жителей планеты».
В неназванной стране, предположительно являющейся Соединёнными Штатами, две противоборствующие стороны сражаются за правоту своих политических взглядов.
Тогдашний профессор Калифорнийского университета в Лос-Анджелесе Уоррен Х. Шмидт написал политическую притчу, которая легла в основу фильма и была опубликована в «Лос-Анджелес Таймс» 9 ноября 1969 года. В ней резюмируется конфликт поколений 1960-х годов в США, в частности, рассматриваются движение за гражданские права и война во Вьетнаме.

## Роли озвучивали
- Орсон Уэллс — от автора[6]

## Восприятие
Мультфильм был отмечен премией «Оскар» за лучший анимационный короткометражный фильм.
Эксперт в области индустрии развлечений Рэнди Пеннингтон отмечал: «Я люблю этот маленький фильм, и если бы я мог, то заставил бы каждого выборного чиновника на всех уровнях власти, от самого маленького городка до столицы нашей страны, смотреть его запоем, пока они не выучили бы притчу Шмидта наизусть». По мнению историка религии преподобного Иэна Шоу, «хотя фильм не во всём соответствует ожиданиям, его повторяющаяся мантра — „Каждая группа была права, и они знали это, и они гордились этим“ — бросает нам вызов и напоминает, что смирение органично сочетает в себе истину и благодать». Американский историк анимации Джерри Бек посчитал, что «все три номинанта [на „Оскар“] отражали дух времени и содержали современные послания о современном обществе. Речь шла не столько об „искусстве“, сколько о переменах в нашей культуре».